# محمود مراد
محمود مراد هو مذيع وصحفي مصري ولد بالجيزة وتخرج من جامعة القاهرة كلية الاقتصاد والعلوم السياسية. عمل كصحفي بجريدة الجمهورية المصرية ثم انتقل للعمل بتلفزيون بي بي سي عربي. يعمل الآن بقناة الجزيرة العربية. له عشرات المقالات السياسية على صفحته على موقع فيسبوك. يميل لاقتباس بعض قصص الأفلام السينمائية في صدارة مقالاته

## البدايات
ولد في عام 1972 في الثالث من نوفمبر تربى في بلدة الصف البلد - مدينة الصف - محافظة الجيزة
حصل على الثانوية العامة من مدرسة الصف الثانوية المشتركة سنة 1992 وتخرج من كلية الاقتصاد والعلوم السياسية بجامعة القاهرة سنة 1998 حيث تخصص في العلوم السياسية
عمل باحثا في عدد من المراكز البحثية كـ «مركز الخليج للدراسات الاستراتيجية» و«مركز الدبلوماسي» عقب تخرجه
عمل صحافياً في جريدة الجمهورية الحكومية المصرية سنة 2000. عمل مترجماً محترفاً بدءً من سنة 2003، وفي 2004 عمل صحافياً بوكالة رويترز للأنباء وعمل مترجم محترفا منذ عام 2003 -وهو كغيره من أبناء جيله وبعض ممن سبقوه يبدأوا بالترجمة ثم مراسلا أو مزيع عادة في بى بى سى. أو رويتر قبل اللا التحاق بالجزيرة

## مع بي بي سي عربي
في منتصف سنة 2005 التحق بمكتب بي بي سي في القاهرة للعمل كصحفي ثم عمل مذيعا في راديو بي بي سي العربي
قدم من خلال راديو بي بي سي نشرات الأخبار والبرامج الحوارية مثل العالم هذا الصباح وحديث الساعة
أعد سلسلة من التقارير عن المجتمع المصري وشارك ميدانياً في تغطية الانتخابات الرئاسة والانتخابات البرلمانية المصرية (2005)
في سنة 2008 انتقل إلى لندن للعمل في تلفزيون بي بي سي العربي عند بداية إرساله
قام بتقديم نشرات الأخبار وبرنامجي حصاد اليوم وَ أجندة مفتوحة من خلال تلفزيون بي بي سي العربي

## امتداد لجيل صنع سمعة بي بي سي
يمثل محمود مراد امتداداً للجيل الذي صنع سمعة بي بي سي في العالم العربي، من حيث الصوت الإذاعي القوي والمحايد واحترام المشاهد والمستمع والحفاظ على تقاليد بي بي سي العريقة، بالإضافة إلى تمكنه من أدواته كمذيع وصحفي محترف وأهمها اللغة والقدرة على إدارة الحوار بالإضافة إلى أنه لا يحاول التأثير على رأي المشاهد أو المستمع. بي

## مرحلة جديدة مع الجزيرة
انتقل محمود مراد مع بداية عام 2010 إلى قناة الجزيرة في قطر حيث يعد أول مذيع مصري يقدم الأخبار السياسية في القناة ويوضح انطباعاته عن بداية تجربته مع الجزيرة ما قاله في لقاء مع صحيفة قطرية من أن عمله الجديد يعد نقله في حياته وانه يشعر بالكثير من الاستقرار لوجوده مع اسرته في بلد عربي واضاف انه لم يكن من المتابعين للجزيرة قبل أنتقاله للعمل بها لانه لا يشاهد التلفزيون كثيراً.